# Independiente Medellín
A Deportivo Independiente Medellín, vagy röviden DIM, egy 1913-ban alapított labdarúgócsapat, melynek székhelye Medellín városában található. A Deportivo Cali után a második legidősebb labdarúgó egyesület Kolumbiában.
Megalakulásuk óta ötször hódította el a Categoría Primera A bajnoki címét. Nemzetközi szinten a legsikeresebb szereplésük a 2003-as Libertadores-kupában elért harmadik helyezés. A nem hivatalos amatőr időszakban 7 bajnoki címet szereztek.

## Sikerlista

### Hazai
- 5-szörös kolumbiai bajnok: 1955, 1957, 2002 (Finalización), 2004 (Apertura), 2009 (Finalización)
- 1-szeres kupagyőztes:  1981

## A klub híres játékosai
- Omar Oreste Corbatta
- José Pékerman
- Juan Cuadrado
- Jackson Martínez
- Efraín Sánchez
- Carlos Aguilera